# Sven Thunmark
Sven Gustaf Thunmark, född 9 februari 1903 i Södertälje, död 30 mars 1970 i Lund, var en svensk limnolog.
Sven Thunmark var son till ingenjören Carl Gustaf Gabriel Thunmark och Anna Maria Bengtson. Efter studentexamen i Örebro 1924 studerade han vid Uppsala universitet där han blev filosofie kandidat 1931, filosofie licentiat samma år och filosofie doktor 1942. Han bedrev även limnologiska studier i Lund för Einar Naumann. Thunmark var assistent vid limnologiska laboratoriet i Aneboda 1928–1935 samt arbetsledare i Aneboda 1935–1945. År 1942 blev han docent i limnologi vid Lunds universitet, och efter att ha blivit tillförordnad professor 1945, blev han 1947 professor i limnologi där och samtidigt föreståndare för limnologiska institutionen (laboratorierna i Lund och Aneboda). Thunmark företog studieresor till flera europeiska länder. År 1945 invaldes han i Lantbruksakademien. Thunmark verkade genom sina skrifter inom de flesta områden av limnologi i Sverige och får vid sidan av Einar Naumann ses som en av Sveriges mest ansedda forskare inom området. Särskilt blev han känd som kännare av svenska sjöars och myrars mikroskopiska algsamhällen. Hans första skrift (1926) behandlade recenta kalktuffer, och Der See Fiolen und seine Vegetation (1931), som var en omfattande monografi över sjön Fiolen på det småländska höglandet. I Über die regionale Limnologie von Südscheweden (1937) redogjorde Thunmark för ett mycket stort antal sjöars egenskaper, bland annat förekomsten av sjömalm. Genom detta arbete erhöll man en helt ny bild av den sydsvenska regionala limnologin, vilken tidigare främst undersökts schematiskt. I sin doktorsavhandling, Über rezente Eisenocker und ihre Mikroorganismengemeinschaften (1942), behandlade Thunmark de järnhaltiga sjö- och myrvattnens organismvärld i dess förhållande till miljön. I ett arbete om Växjösjöarna (1945) utredde han, hur ursprungligen näringsfattiga sjöar genom av människan utsläppta föroreningar helt förändras till sin karaktär, och i detta sammanhang berörde han även praktiska vattenföroreningsfrågor. I Zur Soziologie des Süsswasserplanktons (1945) uppställde han grunddragen till ett noggrannare studium av sjöarnas planktonsamhällen. Bland övriga skrifter märks handledningar till nionde internationella limnologkongressen i Sverige 1939, vid vilken Thunmark även var exkursionsledare. Som organisatör och ledare av vetenskapliga arbeten var han mycket verksam. Särskilt i Aneboda omgavs han alltid av ett stort antal lärjungar. Från 1928 ledde han där rekognosceringsverksamheten, varvid yngre biologer från Sveriges alla deler deltog i fältarbeten. Från 1935 ledde han i Aneboda årliga sommarkurser för universitets- och högskolestuderande, med vattenfrågor arbetande ingenjörer med flera. Sven Thunmark är begravd på Norra begravningsplatsen utanför Stockholm.
Auktorsnamnet Thunmark kan användas för Sven Thunmark i samband med ett vetenskapligt namn inom botaniken; se Wikipediaartiklar som länkar till auktorsnamnet.